# Heaven Shall Burn
Heaven Shall Burn es una banda alemana de metal extremo proveniente de Saalfeld, Alemania. Combinan la agresividad del metal con letras antirracistas y contra la injusticia social. Cuatro miembros de la banda son veganos y Straight Edge, siendo Alexander Dietz (guitarra) el único integrante de la banda que no ha adoptado estas ideas. Sin embargo, esto no parece ser motivo de discordia dentro de la misma. Su estilo musical es descrito como una mezcla de death metal melódico y metalcore.

## Historia
La banda se inició en 1997 con el nombre de Consense, tras la grabación de un segundo demo, cambió el nombre inicial del grupo por el nombre actual.
En 1998 la banda graba el EP titulado "In Battle There is no Law", el cual fue reeditado en el año 2002 bajo el nombre de "In Battle... (There is no Law)" con material de su primer demo, finalmente es reeditado en el año 2004 por LifeForce Records con un nuevo arte de carátula. Su primer "Split LP" sería lanzado en el año 1999 junto a la banda Fall of Serenity. Posteriormente, en el año 2000 lanzaron su primer CD llamado "Asunder", distribuyendo su trabajo fuera de Europa. En el año 2000 graban el segundo "Split" de su carrera junto a su banda amiga Caliban, titulado "The Split Program". Su segundo disco, llamado "Whatever it may take" les permitió hacer giras por muchas partes de Europa, como en Inglaterra. En esta oportunidad se hace referencia a Salvador Allende en el tema "The Martyr's Blood" y al grupo político alemán contrario al régimen nazi Rosa Blanca con la canción ""The Few Upright"". Luego en el año 2004 lanzan el disco de nombre "Antigone", el cual presenta piezas instrumentales creadas en colaboración con Olafur Arnalds (compositor proveniente de Islandia), colaboración que se repetiría en el futuro. En este álbum nuevamente se hace referencia a un chileno, esta vez a Víctor Jara. Al final del video de la canción The Weapon They Fear (El arma que ellos temen), aparece la siguiente frase: "Silence and screams are the end of my song" ("Silencio y gritos son el final de mi canción" Víctor Jara - Son of Chile (hijo de Chile), born (nacido): Sept 23rd 1932 (23 sep 1932), assassinated (asesinado): Sept 16th 1972. Al parecer ocurrió un error al editar el video ya que la fecha de muerte de Víctor Jara fue el 16 de septiembre de 1973 y no 1972 como aparece en el video.
En el año 2005 Heaven Shall Burn colabora con Napalm Death y The Haunted para lanzar el disco a beneficio de las víctimas del Tsunami del 2004 en las costas de Indonesia, solo diez de las mil copias serían firmadas por todos los integrantes de estas 3 bandas, las cuales fueron vendidas a través de eBay. Este mismo año Heaven Shall Burn y Caliban se unen nuevamente para lanzar el segundo Split titulado "The Split Program II". El año 2006 lanzan su disco titulado "Deaf to our Prayers", el cual logra llamar la atención de los medios musicales y destacando a Heaven Shall Burn por la consistencia y brutalidad de sus canciones, incluso llegando al puesto número 65 de los LP más vendidos de Alemania, por lo que realizan giras europeas junto a As I Lay Dying, Evergreen Terrace y Caliban. Después de esto emprenden una gira por Europa y Sudamérica, logrando obtener buenas críticas. Así Heaven Shall Burn comienza con lo que sería una trilogía de lanzamientos, lanzan "Iconoclast (Part I: The Final Resistance)" en el año 2008, para luego grabar y lanzar el DVD "Bildesturm - Iconoclast II - The Visual Resistance", DVD doble con destacadas presentaciones en Summerbreeze y Live in Vienna e incluye el disco en vivo "A Decade of Expression". Finalmente, "Invictus", que sale al mercado en el año 2010, es hasta ahora el último trabajo publicado por la banda.

## Nombre
A pesar del nombre de la banda, en una entrevista ésta declaró que tal nombre no respondía a una cuestión antirreligiosa, sino que heaven significa un falso paraíso o mundo ficticio que la persona se crea en la cabeza con la consecuencia de ignorar la verdadera realidad que envuelve al individuo, y que por tanto, tiende a que esa especie de falso-mundo perfecto se derrumbe. Además, también eligieron tal nombre debido a que sonaba bien.

## Miembros
- Maik Weichert - guitarra
- Alexander Dietz - guitarra
- Eric Bischoff - bajo
- Marcus Bischoff - vocalista
- Chris Bass - Batería

### Miembros pasados
- Patrick Schleitzer - guitarra
- Matthias Voigt - Batería

## Discografía

### Álbumes
- 1998: In Battle There Is No Law (EP)
- 2000: Asunder
- 2002: Whatever It May Take (relanzado 2007)
- 2004: Antigone
- 2006: Deaf to Our Prayers
- 2008: Iconoclast (Part 1: The Final Resistance)
- 2009: Bildersturm - Iconoclast II (the Visual Resistance)
- 2010: Invictus (Iconoclast III)
- 2013: Veto
- 2016: Wanderer
- 2020: Of Truth and Sacrifice
- 2025: Heimat

### Otros
- 1999: Heaven Shall Burn / Fall of Serenity - álbum compartido con Fall of Serenity
- 2001: The Split Program - álbum compartido con Caliban
- 2002: In Battle... (There Is No Law) - compilación
- 2005: Tsunami Benefit CD-Single -  álbum compartido con Napalm Death y The Haunted
- 2005: The Split Program II -  álbum compartido con Caliban

### Versiones
Heaven Shall Burn ha hecho los siguientes covers:
- "Contrition" de Contrition/Fall of Serenity
- "The IVth Crusade" de Bolt Thrower
- "Battlecries" de Liar
- "The Eternal Jihad" de Day of Suffer
- "Competition by Hatred" de Abhinanda
- "Casa de Caboclo" de Point of No Return
- "Dislocation" de Disembodied
- "Not My God" de Hate Squad
- "Straßenkampf" de Die Skeptiker
- "Downfall of Christ" de Merauder
- "Destroy Fascism" de Endstand
- "True Belief" de Paradise Lost
- "Black Tears" de Edge of Sanity
- "Whatever That Hurts" de Tiamat
- "Nowhere" de Therapy?
- "Valhalla" de Blind Guardian
- "European Super State" de Killing Joke
- "River Runs Red" Life of Agony
- "Auge um Auge" de Dritte Wahl
- "Agent Orange" de Sodom

## Videografía
| Título                   | Año  | Director       | Del Álbum                                   |
| ------------------------ | ---- | -------------- | ------------------------------------------- |
| "The Weapon They Fear"   | 2004 | —              | "Antigone"                                  |
| "Counterweight"          | 2006 | —              | "Deaf to Our Prayers"                       |
| "Endzeit"                | 2008 | —              | "Iconoclast (Part 1: The Final Resistance)" |
| "Black Tears"            | 2009 | —              | "Iconoclast (Part 1: The Final Resistance)" |
| "Combat"                 | 2010 | Animaatiokopla | "Invictus (Iconoclast III)"                 |
| "Hunters Will Be Hunted" | 2013 | Philipp Hirsch | "Veto"                                      |